# Хаџиефендићева легија
Хаџиeфендићева легија или Муслиманска легија је била добровољачка муслиманска милиција и домобранска јединица састављена скоро искључиво од муслимана из тузланског краја током Другог светског рата. Јединицу је крајем децембра основао бивши резервни мајор Југословенске војске Мухамед Хаџиефендић, који је ступио у Хрватско домобранство. До краја године, легија је почела оснивањем шест батаљона у североисточној Босни.
Легија је била најјача и успешнија муслиманска милиција у тузланском крају и борила се против партизана и четника у североисточној Босни између децембра 1941. и октобра 1943. До априла 1942. била је ефективно ван контроле Хрватског домобранства, иако је оно наставило да доставља оружје и муницију легији. Чланови легије су чинили језгро добровољаца који су приступили у Ханџар дивизију средином 1943. што је допринело слабљењу легије и њеном уништењу од стране партизана приликом заузимања Тузле октобра 1943.

## Дејство
У децембру 1941, пре раскола између партизана и четника у источној Босни, две војске сачињене претежно од Срба су спровеле пар одмазда против муслиманских села као одговор на ранији усташки терор над Србима. Оснивање Хаџиефендићеве легије је био одговор Муслимана на ове нападе. До краја децембра 1941. почели су да се оснивају батаљони легије у Бијељини, Брчком, Грачаници, Пурачићу, Живиницама и Тојшићу. Регрути који су приступили у Легију били су углавном муслимански регрути који су одбили да ступе у Хрватско домобранство.
У јануару Озренски партизански одред је склопио споразум са четничким капетаном Драгославом Рачићем за „чишћење муслиманских села од Хаџиефендићеве милиције”. Легија је на крају постала најснажнија и најуспешнија муслиманска милиција у тузланској регији и до априла 1942, нарасла је на 5.000-6.000 људи. До овог тренутка, усташки званичници у Тузли су већ извештавали да Легија не признаје усташку власт и да фактички делује контроле Хрватског домобранства. Упркос томе и захтевима редарства НДХ да се она распусти, Легија је наставила да добија оружје и муницију од јединица Хрватског домобранства у својој зони деловања, пошто су се јединице Хрватског домобранства ослањали на подршку Легије у борбама против партизана и четника.
У јесен 1942, група босанскохерцеговачких Муслимана је своје ставове формулисала у облику меморандума адресираног на Хитлера са циљем да Босна и Херцеговина стекну другачији статус од онога који је имала у оквиру НДХ. Једна од тачака меморандума је био захтев да се Хаџиефендићева легија, која је већ бројала 6.000 људи, буде ојачана пребацивањем свих муслимана из Усташке војнице и Домобранства. Ту нову војску би требало да наоружавају и контролишу Немци.
Вођство усташа опирало се жељама босанских муслимана за аутономијом и засебном војном јединицом, па је у пролеће 1943. распустило Хаџиефендићеву легију коју су Немци планирали да искористе као језгро за оснивање 13. СС дивизије Ханџар.